# 阿氏擬翼脂鯉
阿氏擬翼脂鯉，為輻鰭魚綱脂鯉目脂鯉亞目脂鯉科的其中一個種。分布於中美洲巴拿馬沿岸淡水流域，體長可達4.3公分，棲息在底中層水域，生活習性不明。